# Ruhpolding
Ruhpolding ist mit 147,84 Quadratkilometern die flächenmäßig größte Gemeinde im oberbayerischen Landkreis Traunstein. Der gleichnamige Hauptort liegt im Ruhpoldinger Talkessel, dem Miesenbacher Tal der Chiemgauer Alpen. Ruhpolding ist ein überregional bekannter Kur- und Fremdenverkehrsort und Sitz der Gemeindeverwaltung.

## Etymologie
Der Name Ruhpolding leitet sich aus dem bajuwarischen „Rupoltingin“ ab und bedeutet bei den Leuten des berühmten Starken (Ru(d) = berühmt, pold = stark bzw. kräftig, ingin = Leute des). Der Aussprache des Bairischen gemäß wird der Ortsname korrekterweise auf der ersten Silbe betont (Rùhpolding) und nicht auf der zweiten Silbe (Ruhpòlding). Im lokalen Dialekt wird der Ortsname als ruàbbàding ausgesprochen (Unterstreichung kennzeichnet Betonung; à steht für ein sehr helles a).

## Geographie

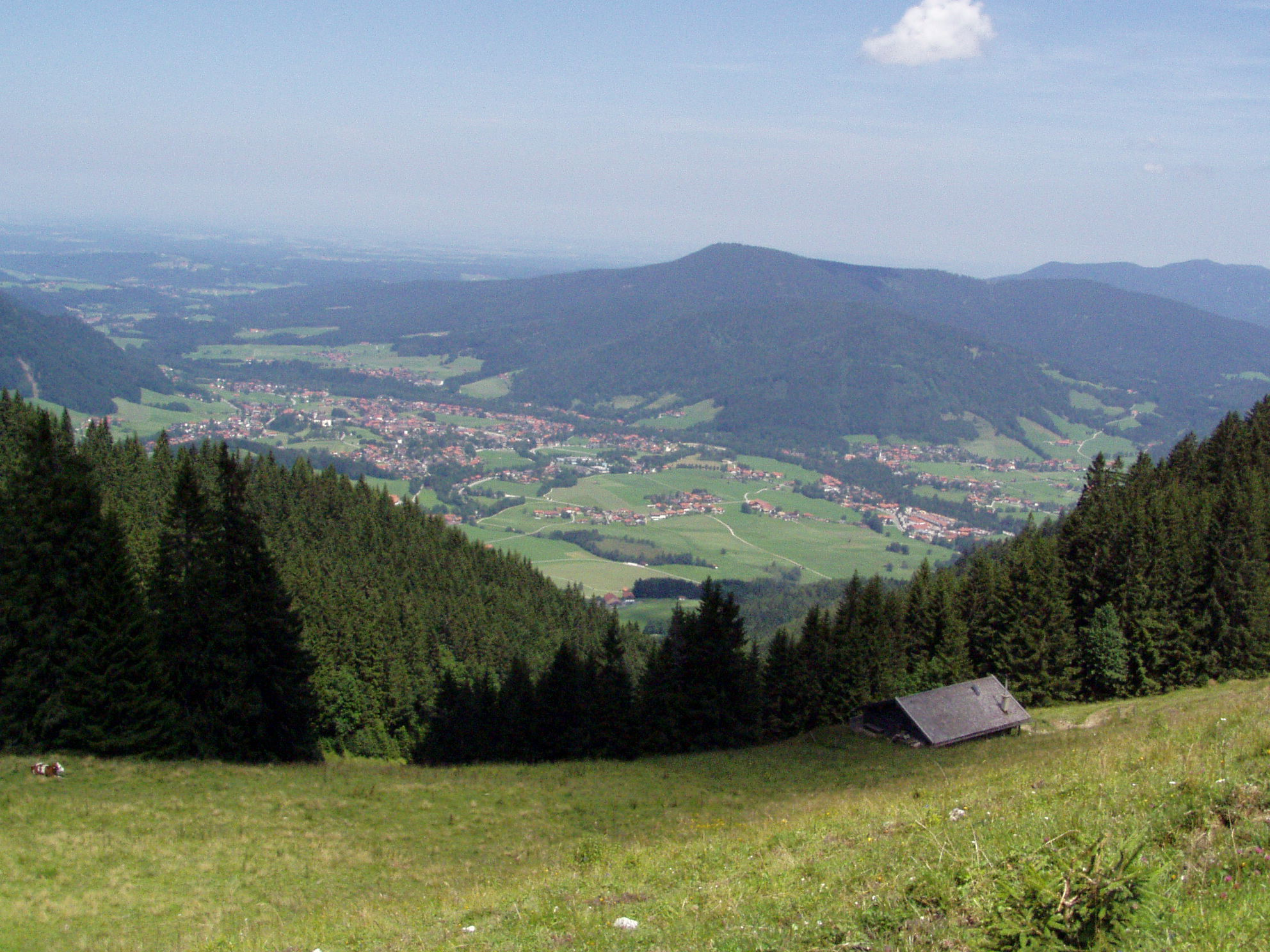
Ruhpolding vom Unternberg nach Nordosten zum Zeller Berg und den Flyschbergen Zinnkopf und Teisenberg

Blick auf Ruhpolding von unterhalb der Raffner Alm – über Weingarten in Richtung Zinnkopf

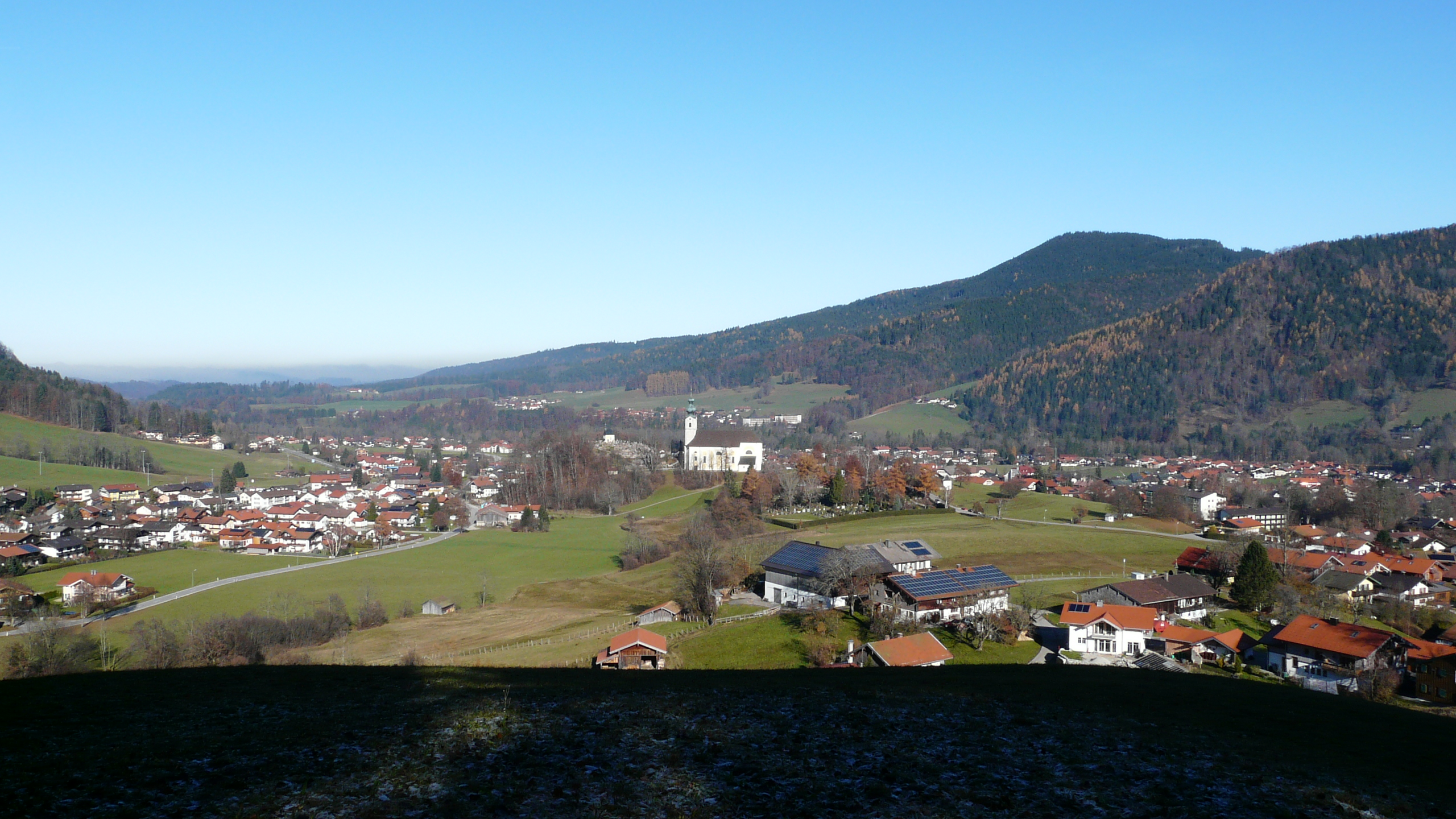
Ruhpolding von Süden – Blick vom Adlerhügel über Buchschachen in Richtung Kirchberg

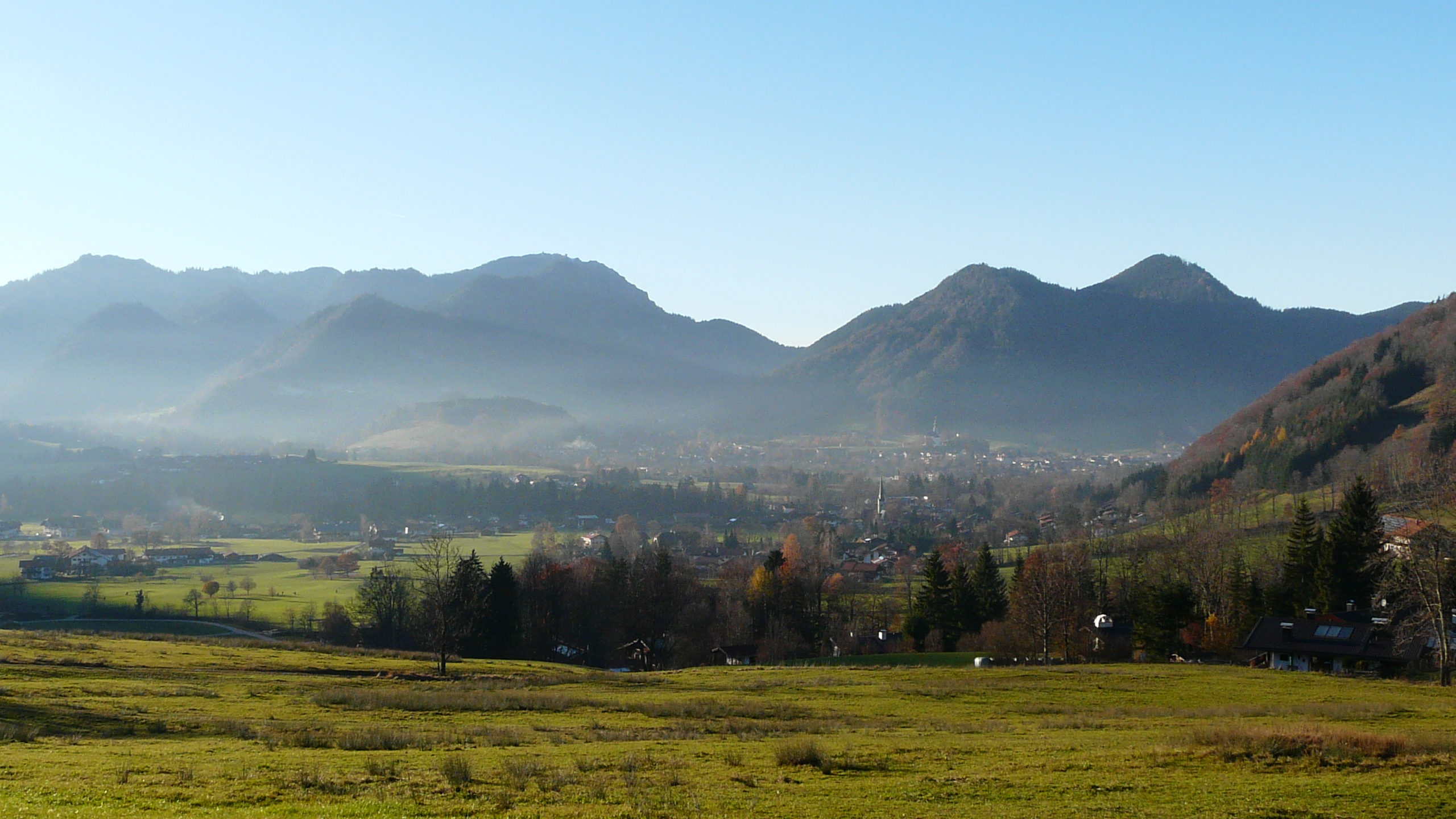
Ruhpolding aus südöstlicher Richtung

### Nachbargemeinden
Die Gemeinde Ruhpolding wird von folgenden Nachbargemeinden umgeben:
| Bergen, Staudach-Egerndach | Siegsdorf                                   | Inzell        |
| Unterwössen                | Kompassrose, die auf Nachbargemeinden zeigt |               |
| Reit im Winkl              | Unken                                       | Schneizlreuth |

Sie ist Grenzgemeinde zum Land Salzburg in Österreich. Nachbargemeinden sind in Deutschland Siegsdorf, Inzell, Schneizlreuth, Reit im Winkl, Unterwössen, Staudach-Egerndach und Bergen. Im Süden liegt die österreichische Gemeinde Unken.

### Gemeindegliederung
Die Gemeinde besteht aus 72 Gemeindeteilen, die sich wie folgt auf die drei Gemarkungen verteilen:
| Gemarkung Ruhpolding ≈ ursprüngliche Gemeinde Ruhpolding (1818–1882) | Gemarkung Vachenau ≈ ehemalige Gemeinde Vachenau (1818–1882) | Gemarkung Zell ≈ ehemalige Gemeinde Zell (1818–1882) |
| --- | --- | --- |
| - Am Wundergraben - Bacherwinkl - Bibelöd - Blicken - Brand (nordwestlicher Teil) 1 - Brandstätt - Buchschachen - Egg - Gruttau - Haßlberg - Hinterreit - Hocherbalm - Lohen - Maiergschwendt - Mühlwinkl - Neustadl - Obergschwendt - Ruhpolding - Steinberg - Steinbergalm - Urschlau - Wiesen | - Bärngschwendt - Brand (südöstl. Teil) 1 - Eisenberg - Fritz am Sand - Fuchsau - Fuchswiese - Geiern - Gstatt - Guglberg - Hinterpoint - Laubau - Niedervachenau - Schwaig - Seehaus - Stocking - Stockreit - Sulzen - Waich - Wasen - Weingarten | - Aschenau - Au - Bojern - Brandl - Brandlberg - Endsee - Gnaig - Grashof - Hallweg - Hutzenau - Infang - Knogl - Labenbach - Mitterwegen - Obereben - Oberhausen - Ort - Plenken - Point - Ramsler - Rauchenbichl - Reiten - Ried - Sankt Valentin - Schürzbichl - Stadler - Untereben - Vordermiesenbach - Widdmoos - Zell - Zwickling |
| 1 Der Gemeindeteil Brand erstreckt sich über die Gemarkungen Ruhpolding und Vachenau | | |

Der Gemeindeteil Ramsen (ehemalige Gemeinde Zell) wurde mit Wirkung vom 1. Dezember 1996 in die östliche Nachbargemeinde Inzell umgegliedert.
Die Gemarkungen der drei ursprünglichen Gemeinden, aus denen 1882 das vergrößerte Gemeindegebiet entstand, bestehen in ähnlicher Abgrenzung fort. Am 1. Januar 1970 wurden drei unbewohnte gemeindefreie Gebiete, die jeweils eine namensgleiche Gemarkung sind, in die Gemeinde Ruhpolding eingegliedert.
| Gemarkungs- schlüssel | Gemarkung           | Fläche km² | Eingemeindung  |
| --------------------- | ------------------- | ---------- | -------------- |
| 9875                  | Ruhpolding          | 28,75      | -              |
| 9876                  | Vachenau            | 14,80      | 1. Januar 1882 |
| 9877                  | Zell                | 18,70      | 1. Januar 1882 |
| 9878                  | Seehauser Forst     | 28,57      | 1. Januar 1970 |
| 9874                  | Urschlauer Forst    | 26,28      | 1. Januar 1970 |
| 9879                  | Zeller Forst        | 30,88      | 1. Januar 1970 |
|                       | Gemeinde Ruhpolding | 147,83     |                |

Der Seehauser Forst umschließt drei Exklaven der Gemarkung Vachenau:
- Wiedmooser (Widdmoser) Mahd?
- Förchensee mit dem Weiler Seehaus
- Spitzau-Alpe

Der Urschlauer Forst umschließt vier Exklaven der Gemarkung Ruhpolding:
- Urschlau (Gemeindeteil)
- Gründberg-Alpe
- Längauer Alm

### Topographie
Der tiefste Punkt der Gemeinde mit rund 630 Meter liegt an der Weißen Traun kurz vor Eisenärzt, ihr höchster Punkt mit 1961 Meter ist der Gipfel des Sonntagshorns im Süden. Die maximale Höhendifferenz beträgt 1331 Meter. Das Ortszentrum befindet sich auf 656 Meter Meerhöhe.

#### Berge
- Sonntagshorn (1961 m)
- Vorderlahnerkopf (1907 m)
- Reifelberg (1883 m)
- Hirscheck (1882 m)
- Dürrnbachhorn (1776 m)
- Aibleck (1756 m)
- Hochgern (1748 m)
- Gurnwandkopf (1691 m)
- Wildalphorn (1690 m)
- Hörndlwand (1684 m)
- Hochfelln (1674 m)

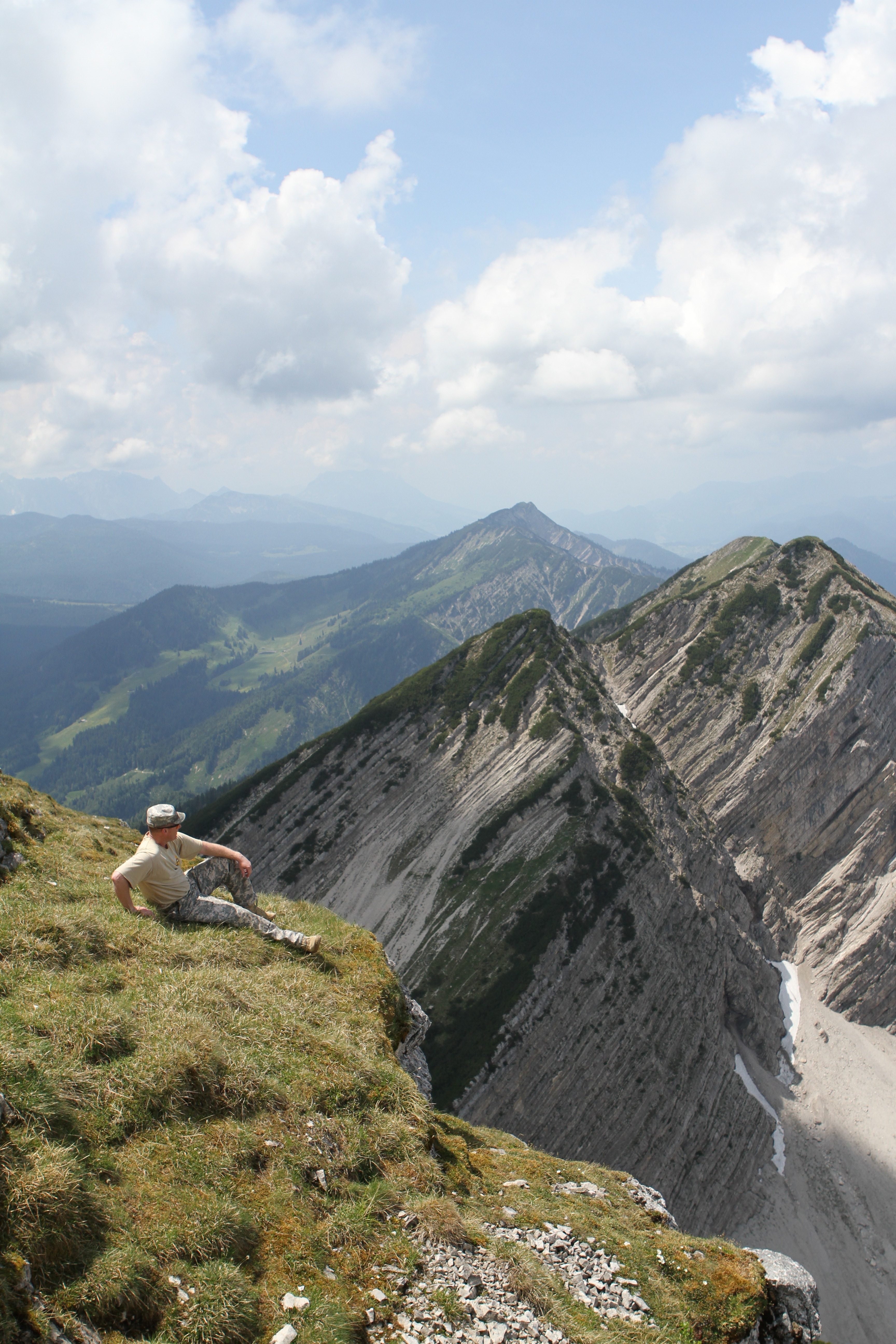
Voderlahnerkopf, Reifelberg und Dürrnbachhorn vom Sonntagshorn aus gesehen.

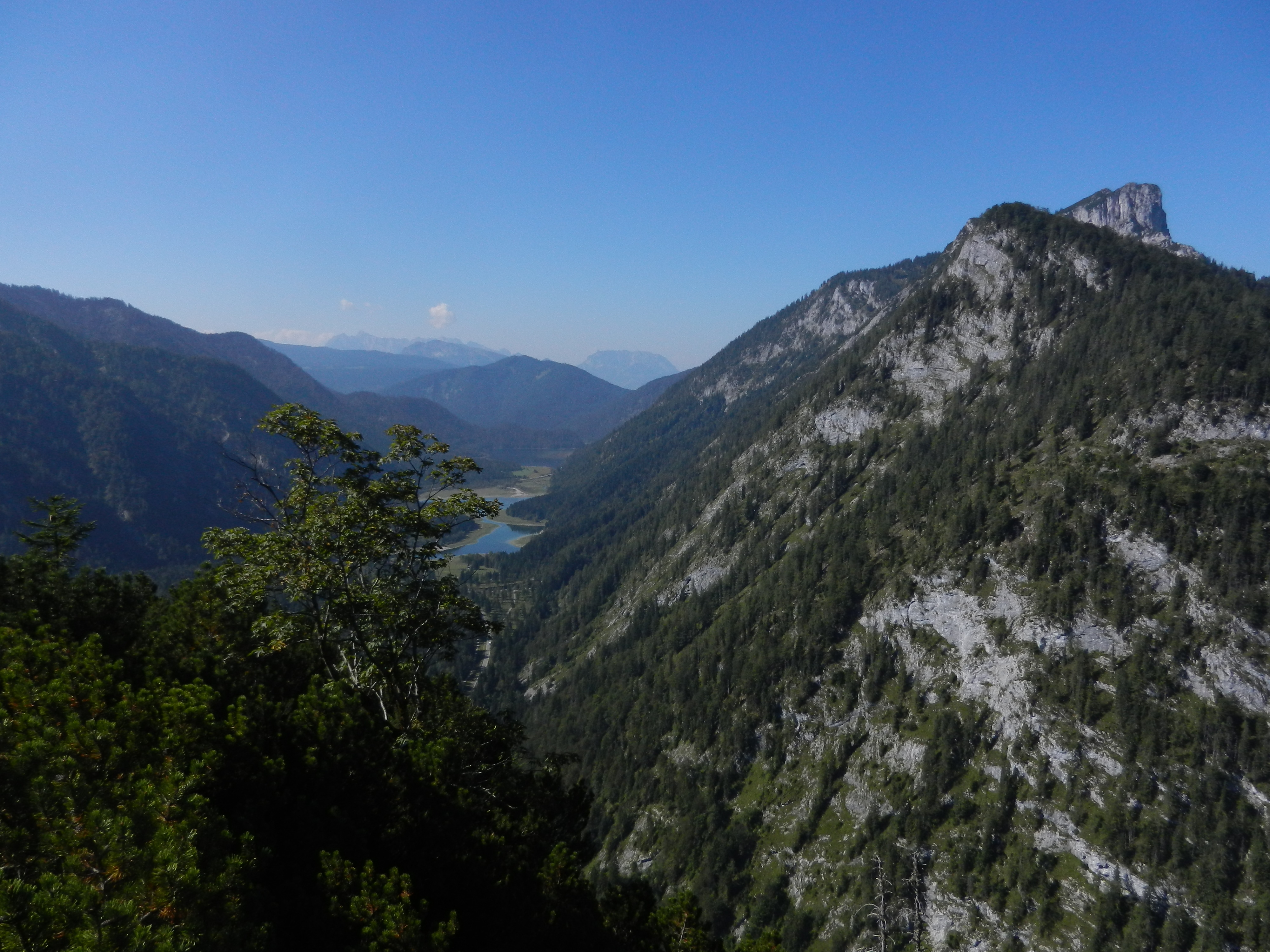
Blick vom Seekopf zur gegenüberliegenden Schlösselschneid, dahinter die Hörndlwand. Im Hintergrund das Kaisergebirge.

- Rauschberg (Hinterer Rauschberg – 1671 m)
- Kreuzschneid (1609 m)
- Zenokopf (1603 m)
- Haaralmschneid (1595 m)
- Streicher (1594 m)
- Hasenpoint (1587 m)
- Silleck (1585 m)
- Augenstein (1584 m)
- Weißgrabenkopf (1578 m)
- Fahsteigenschneid (1562 m)
- Gröhrkopf (1562 m)
- Hochsattel (1547 m)
- Sulzgrabenkopf (1521 m)
- Bischofsstuhl (1516 m)
- Mansurfahrn (1513 m)
- Ochsenlahnerkopf (1500 m)
- Hochbrunstkopf (1499 m)
- Eisenberg (1490 m)
- Kleiner Rechenberg (1486 m)
- Thoraukopf (1481 m)
- Hochscharten (1474 m)
- Strohnschneid (1465 m)
- Nesselauer Schneid (1440 m)
- Unternberg (1425 m)
- Schlösselschneid (1416 m)
- Hausgrabenkopf (1412 m)
- Durlachkopf (1395 m)
- Rehwaldkopf (1395 m)
- Zwölferspitz (1386 m)
- Rötlwandkopf (1379 m)
- Grenzkendlkopf (1365 m)
- Adlerkopf (1338 m)
- Richtstrichkopf (1322 m)
- Kraxenbachschneid (1320 m)
- Lanzeleck (1292 m)
- Saurüsselkopf (1270 m)
- Reitstein (1250 m)
- Scheichenberg (1243 m)
- Zinnkopf (1227 m)
- Haargaßberg (1210 m)
- Prügelbergkopf (1202 m)
- Seekopf (1173 m)
- Platte (1168 m)
- Sulzbergschneid (1159 m)
- Seßseekopf (1153 m)
- Gschwendlmahd (1139 m)
- Schmiedkopf (1138 m)
- Haßlberg (1117 m)
- Danzingschneid (1111 m)
- Neustadler Berg (1078 m)
- Westerberg (1076 m)
- Zeller Berg (1065 m)
- Mühlalpkopf (1061 m)
- Sackgrabenrücken (1057 m)
- Mahdeck (1014 m)
- Boiderköpfl (917 m)
- Auer Berg (903 m)
- Menkenberg (798 m)
- Adlerhügel (772 m)
- Kirchberg (706 m)

#### Gewässer

##### Fließgewässer

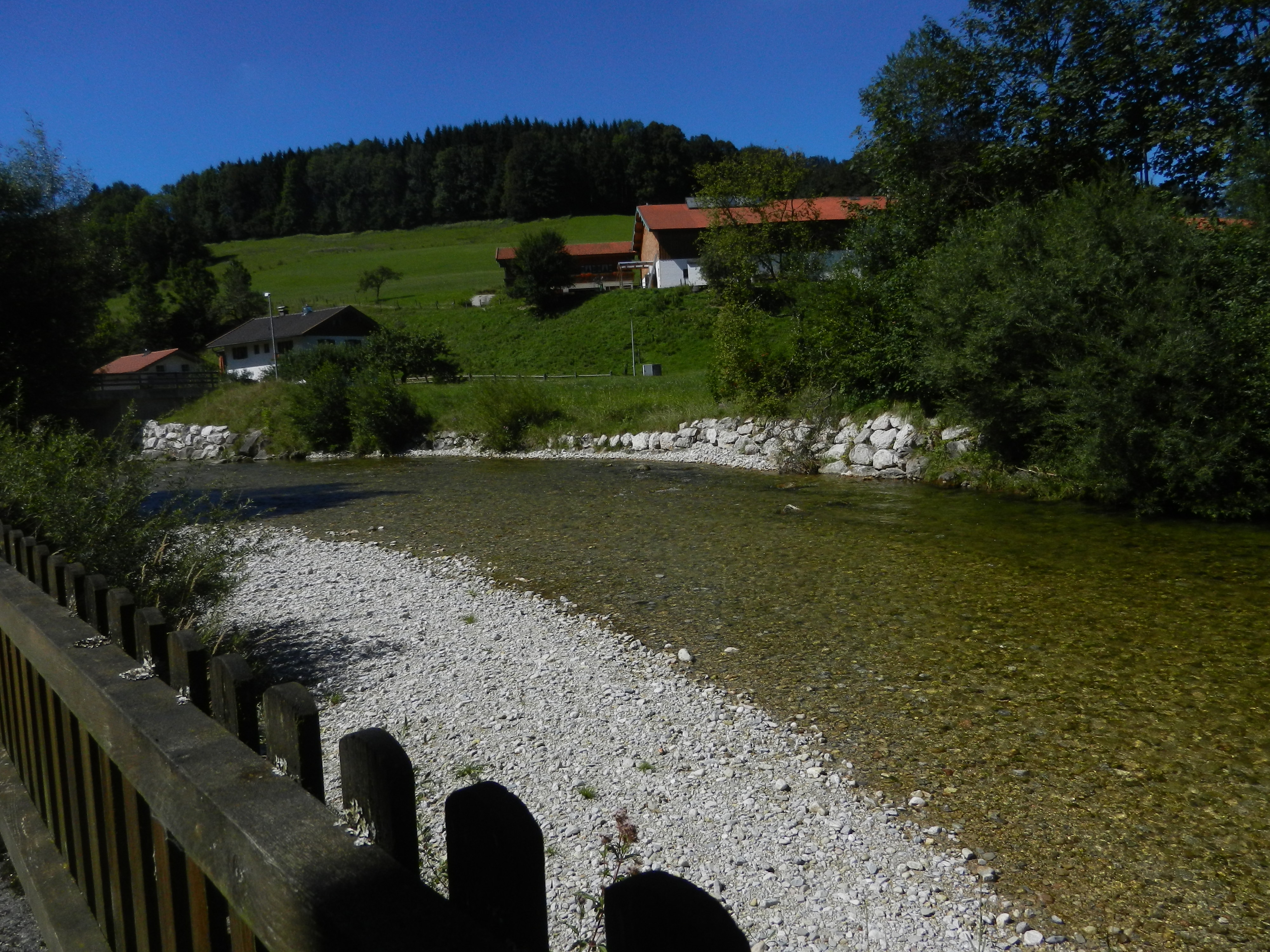
Die Urschlauer Achen bei Ruhpolding-Brandstätt, Blick nach Nordwesten Richtung Adlerhügel

Der Ruhpoldinger Talkessel wird von der Weißen Traun entwässert, hervorgegangen aus Seetraun und Fischbach. Ihr bedeutendster Nebenfluss ist die linksseitig einmündende Urschlauer Achen. Ausnahmen sind die im äußersten Nordwesten der Gemeinde entspringende Weiße Achen, die nach Nordnordosten in Richtung Bergen und Chiemsee zieht und der Froschbach, der zur Roten Traun hin abfließt. Ein Spezialfall ist ferner der Große Wappbach im äußersten Südwesten, der im Weitsee endet.
Ei Weiße Traun
- - Windbach (rechtsseitig)
    - Etzgraben

  - Wiedmoosgraben
  - Edergraben
    - Zwicklinger Graben

  - Waicher Graben (linksseitig)
  - Urschlauer Achen  
    - Eschelmoosbach (rechter Quellbach)
      - Weißgraben
      - Längauer Graben

    - Röthelmoosbach (linker Quellbach)
      - Gschwendbach
      - Sulzenmoosgraben

    - Weingartengraben (rechtsseitig)
    - Hachelgraben (linksseitig)
    - Nesselauer Graben
    - Thoraubach

  - Steinbach
    - Strohngraben (rechtsseitig)
    - Hausberggraben
    - Erbergraben (linksseitig)
    - Haargaßgraben
    - Brandlgraben

  - Wundergraben
  - Tiefenbach
  - Dießelbach
  - Fischbach (rechter Quellfluss)
    - Schwarzachen (rechtsseitig)
      - Lanzelecker Bach
        - Hinterer Schwarzachen
        - Weißgraben

      - Danzingbach
        - Hinterer Kraxenbach
        - Mittlerer Kraxenbach

      - Vorderer Kraxenbach

    - Sackgraben
    - Fahsteigenbach (linksseitig)
    - Seetraun (linker Quellfluss)
    - Rammelbach (rechtsseitig)
      - Ostertalgraben
      - Mittlerer Zettelgraben

    - Kühbachgraben (linksseitig)

Vom Einzugsgebiet der Weißen Traun unabhängig:
- Froschbach
  - Pointner Graben (rechtsseitig)
  - Ramslergraben (linksseitig)
- Großer Wappbach
- Weiße Achen
  - Kaumgraben (rechtsseitig)

##### Seen
An Seen sind zu erwähnen:
- Mittersee
- Lödensee
- Förchensee
- Taubensee
- Froschsee

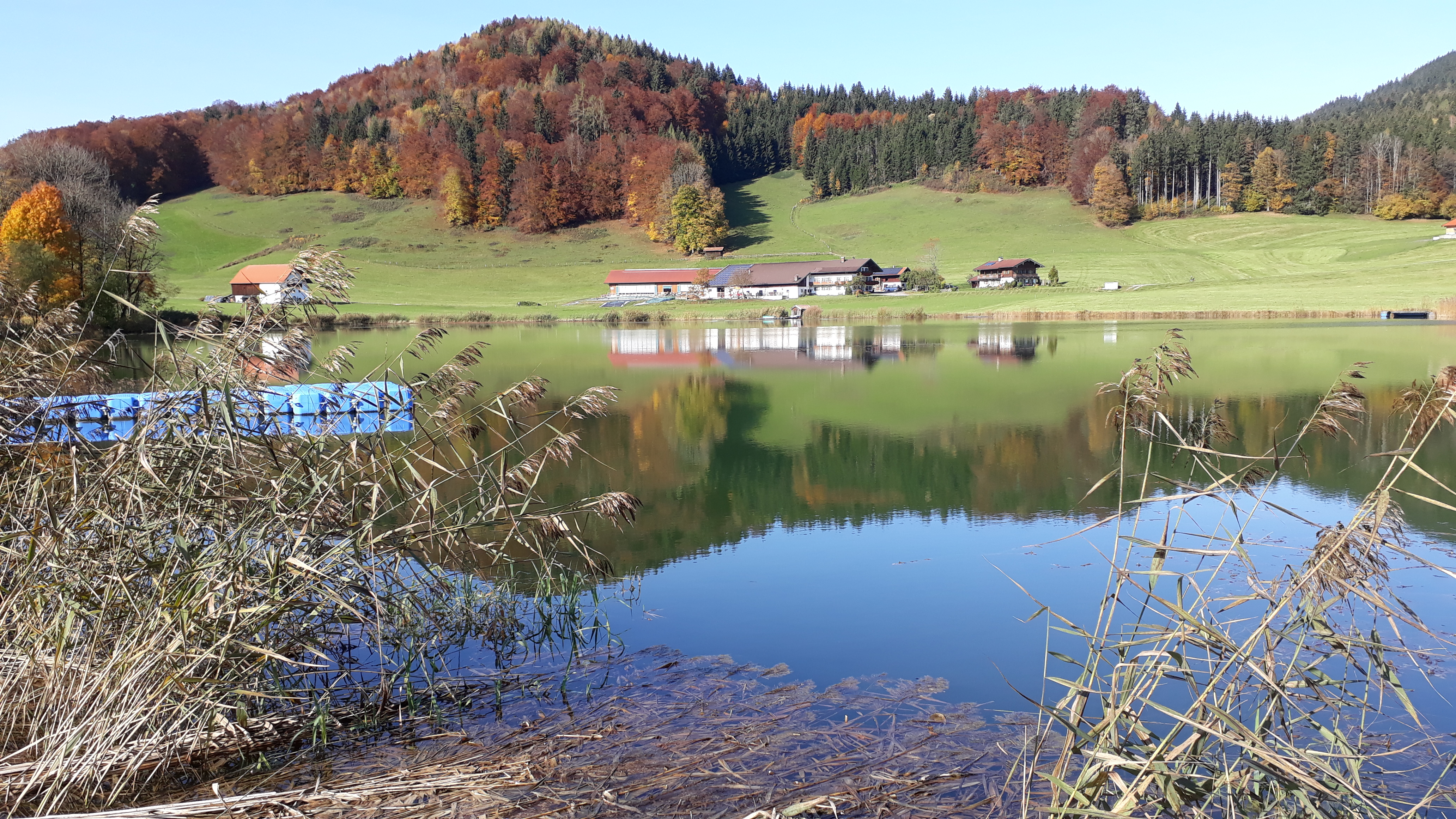
Blick über den Froschsee nach Westen zur Ortschaft Point und dem Auer Berg

- Weitsee wegen des Dreiseen-Gebiets

#### Almen

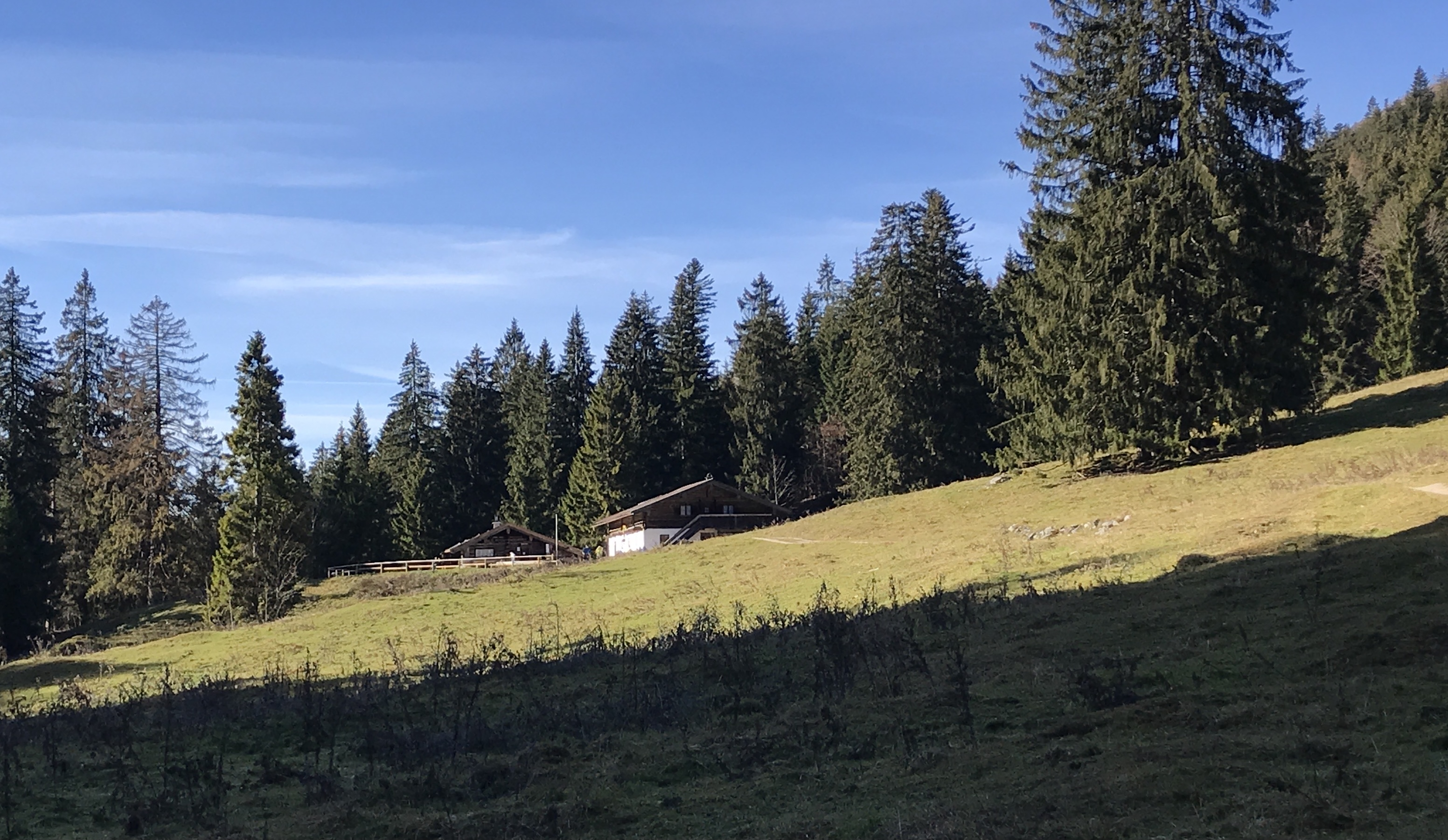
Die Kaitlalm an der Südseite des Rauschbergs

Auf dem Gemeindegebiet von Ruhpolding befinden sich folgende Almen, die großteils noch bewirtschaftet und teilweise auch bestoßen sind:
- Boider Alm
- Blickneralm
- Branderalm
- Dandlalm
- Eschelmoosalm
- Farnbödenalm
- Fischbachalm (verfallen)
- Geieralm
- Gschwendlalm
- Haaralm
- Haargaßalm
- Hocherbalm
- Hochkienbergalm
- Kaitlalm
- Kienbergalm
- Langerbaueralm
- Laubauer Maisalm
- Längauer Alm
- Linner-Mais-Alm
- Lödenalm
- Nesselauer Alm
- Plenkalm
- Rabenmoosalm
- Raffneralm
- Rauschbergalm
- Röthelmoosalm
- Sackgrabenalm
- Schwarzachenalm
- Simandlmaisalm
- Steinbergalm
- Strohnalm
- Tannbergalm
- Thoraualm
- Unternbergalm
- Waicher Maisalm

Darüber hinaus sind in abgelegenen Berggegenden einige Bergwacht- und Diensthütten vorhanden.

## Klima
Das Klima in Ruhpolding – nach Köppen-Geiger ein feuchtes Kontinentalklima (D-Klima) – ist gemäßigt und für deutsche Verhältnisse relativ mild. Das ganze Jahr über werden erhebliche Niederschläge registriert. Die Jahres-Durchschnittstemperatur beträgt 7,6 °C. Innerhalb eines Jahres gibt es durchschnittlich 1840 mm Niederschlag.
Im Jahr 2009 war der Ortsteil Seehaus gemäß der Wetterbilanz des Deutschen Wetterdienstes mit einer Niederschlagshöhe von 2456 Millimeter (entspricht 2456 Liter/m²) der nasseste Ort Deutschlands. Der langjährige Durchschnitt liegt dort bei 2230 mm. Seehaus liegt fünf Kilometer südlich von Ruhpolding in einem engen schattigen Talkessel, weshalb es dort zu mehr Stauregen und Schneefall kommt.

## Geologie
Die unweit des Alpennordrandes gelegene Gemeinde Ruhpolding kann geologisch zwei sehr unterschiedlichen Terranen zugeordnet werden. Im Nordosten ihres sehr großen Gemeindegebiets hat sie noch Anteil an der rhenodanubischen Flyschzone mit ihren sanft gerundeten, mittelgebirgsartigen Geländeformen, wie beispielsweise am Zinnkopf. Der Löwenanteil der Gemeinde befindet sich jedoch in den Nördlichen Kalkalpen, die hier in Tirolikum und Bajuvarikum unterteilt werden. Beide Einheiten sind tektonische Deckenkomplexe, die während der gegen Nordwest gerichteten alpinen Deckenstapelung in der ausgehenden Unterkreide angelegt und im Oberen Eozän auf die Flyschzone gepresst wurden. Das Tirolikum überfährt seinerseits das Bajuvarikum und bildet somit die höher liegende Staufen-Höllengebirgs-Decke, die im Südosten anzutreffen ist. Ihre aus Wettersteinkalk des mitteltriassischen Ladiniums aufgebaute Deckenstirn verläuft in etwa in ostnordöstlicher Richtung vom Hochkienberg über Rauschberg bis hin zum Zwiesel und Hochstaufen. Das Bajuvarikum nimmt den gesamten Zentral- und Westteil der Gemeinde ein und kann seinerseits in zwei Deckenkomplexe unterteilt werden – die Lechtal-Decke im Süden und die Allgäu-Decke im Norden. Die Allgäu-Decke überschiebt die Flyschzone, stellt aber nur noch ein schmales Band dar und ist am Zeller Berg einzusehen. Die Lechtal-Decke ist weit umfangreicher und bildet mehrere Sattel- und Muldenzüge (bzw. deren abgerissene Flanken), die vom Westen in Ostsüdost-Richtung in den Ruhpoldinger Talkessel hereinziehen. Sehr schöne Beispiele hierfür sind die Thorau- und die Haaralmschneid. Der Hochfelln ist eine Einsattelung im Stirnbereich der Lechtal-Decke, die im Wesentlichen von Hauptdolomit des obertriassischen Noriums unterlagert wird. Seinen Gipfel krönen jedoch aufgeschobener Oberrhätkalk und Unterjura. Der höchste Berg Ruhpoldings, das 1961 Meter hohe Sonntagshorn, gehört zur tirolischen Staufen-Höllengebirgs-Decke und baut sich aus flach nach Süden einfallendem Hauptdolomit an seiner Basis auf, die Gipfelpyramide besteht aber aus Plattenkalk.

### Quartäre Kaltzeiten
Die Kaltzeiten des Quartärs sind in der Gemeinde Ruhpolding ausgiebigst durch Moränen, Trogtäler, Hängetäler und Kare dokumentiert. Nachweisen lassen sich die beiden letzten Vereisungen, die Riß- und die Würm-Kaltzeit, wobei die Riß-Kaltzeit wesentlich einschneidender in ihren Auswirkungen war – zu erkennen an ihrer Endmoräne bei Gastag und Gschwend kurz vor Eisenärzt, die wesentlich weiter nach Norden vorgedrungen war als die Endmoräne der Würm-Kaltzeit beim Ortsteil Vordermiesenbach. Wahrscheinlich ist auch noch auf eine ältere Kaltzeit zu schließen, da östlich von Eisenärzt unterhalb einer Riß-Schotterterrasse verhärtete Nagelfluhschotter angetroffen werden. Dass die eiszeitlichen Gletscher eindeutig aus dem Zentralalpengebiet kamen, wird durch zahlreiche Kristallin-Erratika bewiesen. Von großer Bedeutung für den Ruhpoldinger Talkessel waren zweifellos der Seetraun-Gletscher, der rechterhand vor Erreichen des Talkessels den Fischbach-Gletscher aufnahm, sowie linkerhand der Urschlauer-Achen-Gletscher, der sich erst kurz vor Ruhpolding mit dem aus Seetraun- und Fischbach-Gletscher hervorgegangenen Weißtraungletscher vereinigte. Seetraun-Gletscher und Urschlauer-Achen-Gletscher standen mit dem Tiroler-Ache-Gletscher in Verbindung und der Fischbach-Gletscher mit dem Saalach-Gletscher. Die Riß-zeitlichen Maximalstände des Ferneises betrugen 1200 Meter über N. N. beim Ortsteil Seehaus, noch 1000 Meter in der Laubau und 800 Meter in Ruhpolding. Der Riß-Gletscher hatte folglich im Ortskern immerhin noch eine Dicke von rund 150 Meter aufzuweisen.

### Ruhpolding-Formation
Nach Ruhpolding wurde die Ruhpolding-Formation benannt, ein oberjurassischer Radiolarit des Oxfordiums. Dieses Tiefwassersediment markiert einen gravierenden Einschnitt im Sedimentationsgeschehen der Nördlichen Kalkalpen, der als Ruhpoldinger Wende bezeichnet wird. Die Formation hat im gesamten Alpenraum eine weite Verbreitung und fungiert dann im weiteren Sinne als Ruhpolding-Gruppe.

## Naturschutz und Ökologie

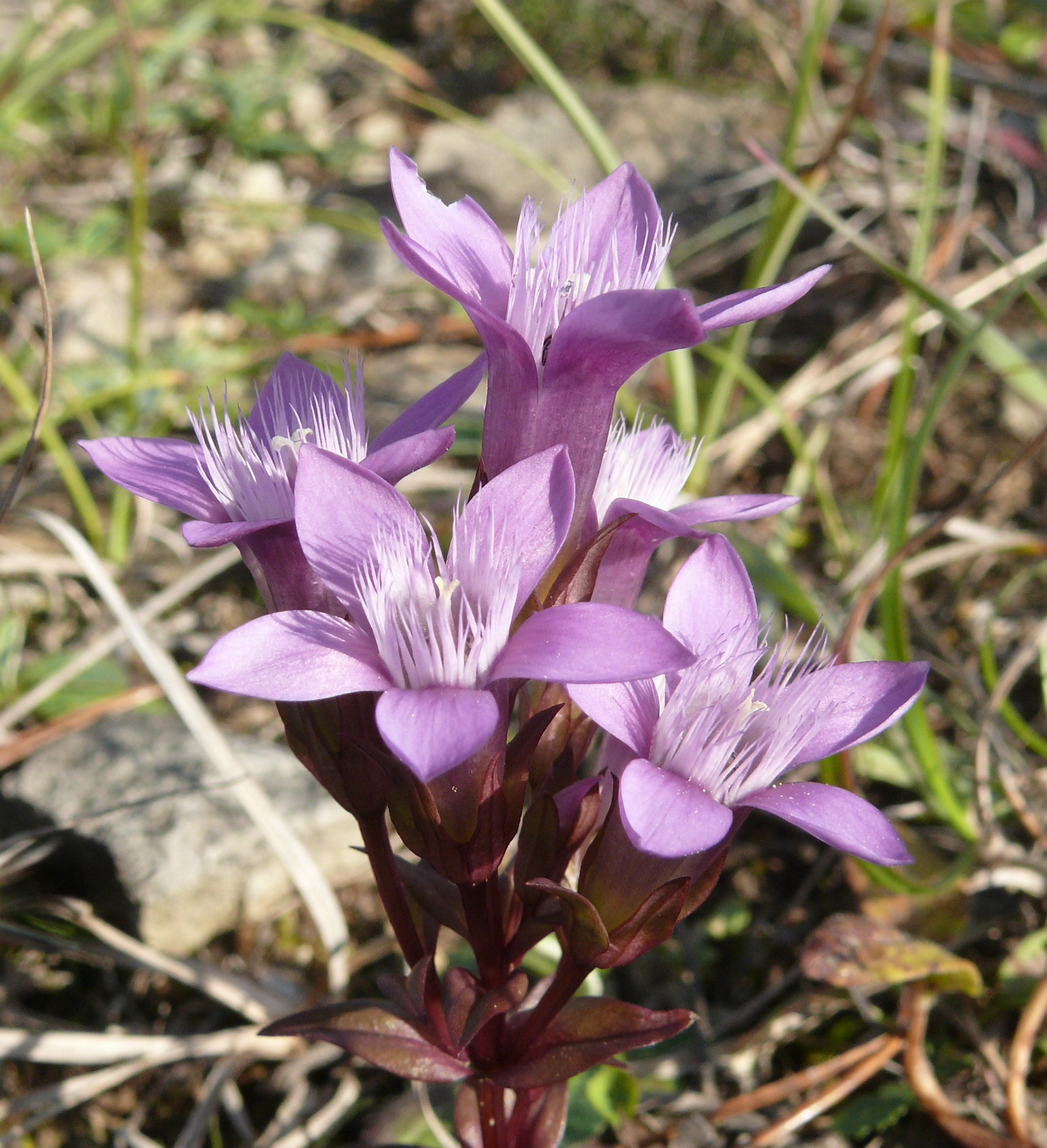
Deutscher Fransenenzian (Gentianella germanica)

Der gesamte Südabschnitt der Gemeinde Ruhpolding inklusive der Massive von Sonntagshorn, Dürrnbachhorn und Gurnwandkopf/Hörndlwand ist seit 1955 in das riesige Naturschutzgebiet Östliche Chiemgauer Alpen mit der Nummer NSG-00069.01 integriert. Unmittelbar nördlich schließt sich seit 1956 ein Landschaftsschutzgebiet mit der Nummer LSG-00079.01 an. Es schützt im Abschnitt Zwing (Nachbargemeinde Inzell) bis Sichertsau' (bzw. Sichernau, südlich Laubau) einen Landschaftsstreifen beiderseits der Deutschen Alpenstraße (hier B 305). Unter der Bezeichnung Extensivwiesen um Ruhpolding kann die Gemeinde seit 2008 unter Natura 2000 ein FFH-Gebiet unter der Nummer 8241-371 aufweisen. Dieses 105,61 Hektar große Areal gliedert sich in 9 vereinzelte Teilbereiche unterschiedlicher Größe, wobei 7 der Gemeinde Ruhpolding angehören. Die Extensivwiesen gruppieren sich um die Ortschaften Lohen, Vordermiesenbach, Obergschwendt, Hinterreit, Maiergschwendt, Geiern und Glockenschmiede. Sie beinhalten die Lebensraumtypen kalkreiche Niedermoore, Kalk-(Halb-)Trockenrasen und ihre Verbuschungsstadien (mit orchideenreichen Beständen), magere Flachland-Mähwiesen und Berg-Mähwiesen.
Da die Gemeinde eine sehr vielseitige Geologie besitzt, wurden auch zahlreiche schützenswerte Geotope ausgewiesen. Darunter fallen beispielsweise der Marmorsteinbruch vom Haßlberg, die Gletscherüberprägungen im Auwald am Taubensee, die Sandreiße am Rauschberg, die Hochmoore von Gstatt (Pfitzen) und Röthelmoos, die Uvala am Gurnwandkopf und viele andere mehr. Sie sind alle im Hauptartikel Geologie von Ruhpolding angeführt.
Folgende sehr seltene und schützenswerte Pflanzentaxa treten im Bereich der Gemeinde Ruhpolding auf: der Zerschlitzte Streifenfarn (Asplenium fissum) am Lödensee, Hochkienberg und Rauschberg, die Finger-Zahnwurz (Cardamine pentaphyllos) am Seekopf, die Haarstielige Segge (Carex capillaris) am Lödensee, der Deutsche Fransenenzian (Gentianella germanica), das Drachenmaul (Horminum pyrenaicum) und die Frühlings-Platterbse (Lathyrus vernus) am Fischbach, der Streifhaarige Löwenzahn (Leontodon hispidus subsp. dubius) am Teisenberg, der Holzapfel (Malus sylvestris) am Lödensee und das Gewöhnliche Biterkraut (Picris hieracioides subsp. umbellata) am Teisenberg.
An Naturdenkmälern verfügt die Gemeinde Ruhpolding über das Kalkflachmoor und die Kalkquellfluren nordwestlich von Brand (Nummer ND-01268), das bereits als Geotop erwähnte Hoch- und Übergangsmoor östlich von Gstatt (Nummer ND-01269) und die unter Schutz stehenden drei Linden vor der Kirche St. Valentin im Gemeindeteil Zell.

## Geschichte
Die erste urkundliche Erwähnung des heutigen Ortsteils Buchschachen stammt aus dem Jahr 924. Das Gut „Ruhpoldingen“ wurde um 1193 zum ersten Mal erwähnt. Seit 1585 wurde im Gemeindegebiet Erz abgebaut. Im Jahre 1882 wurden die 1818 gegründeten Gemeinden Ruhpolding (Westen), Vachenau (Süden) und Zell (Osten) zu einer politischen Gemeinde vereinigt.
Bis zum 31. Dezember 1881 gab es im Tal der Bayerischen Traun, auch Miesenbachertal genannt, drei Ortschaften. Diese schlossen sich zum 1. Januar 1882 zur Großgemeinde Ruhpolding zusammen. Die Namensfindung war nicht einfach, da keine der drei selbstständigen Gemeinden Ruhpolding, Vachenau und Zell ihren Namen aufgeben wollte – so gab es damals drei Bürgermeister und drei Freiwillige Feuerwehren. Letztendlich einigte man sich jedoch auf Ruhpolding; dort befanden sich die Pfarrkirche und der Friedhof, das 1821 entstandene erste Schulhaus und die Posthalterei (im jetzigen Hotel Zur Post). 1895 wurde die Eisenbahnlinie nach Traunstein eröffnet.
Im Jahr 1933 wurde die Gemeinde Ruhpolding für den Fremdenverkehr entdeckt (siehe Abschnitt Tourismus).
Am 1. Januar 1970 wurden drei gemeindefreie Gebiete aufgelöst und nach Ruhpolding eingegliedert und damit die Gemeindefläche mehr als verdoppelt:
- Urschlauer Forst (2625,98 ha) (Südwesten)
- Seehauser Forst (2854,63 ha) (Süden)
- Zeller Forst (3084,38 ha) (Südosten)

Diese bis zum 31. Dezember 1969 gemeindefreien Gebiete und die bis 1882 bestehenden Gemeinden Vachenau und Zell bestehen als Gemarkungen innerhalb der Gemeinde Ruhpolding fort. Zusammen mit der Gemarkung Ruhpolding, die etwa der Gemeinde Ruhpolding in ihren ursprünglichen Grenzen vor 1882 entspricht, gibt es somit sechs Gemarkungen.
Durch die Eingliederung von Seehauser und Zeller Forst dehnte sich die erweiterte Gemeinde bis zur österreichischen Grenze, speziell bis zur Gemeinde Unken im Bundesland Salzburg aus.
Im Jahre 1978 entstand die Ruhpoldinger Eissporthalle. Im selben Jahr wurde das Biathlon-Leistungszentrum fertiggestellt. Im Jahre 1979, mit den ersten Biathlon-Weltmeisterschaften, wurde Ruhpolding als Biathlonort international bekannt.

### Einwohnerentwicklung
Zwischen 1988 und 2018 wuchs die Gemeinde von 6151 auf 7058 um 907 Einwohner bzw. um 14,8 %.

## Politik

### Gemeinderat

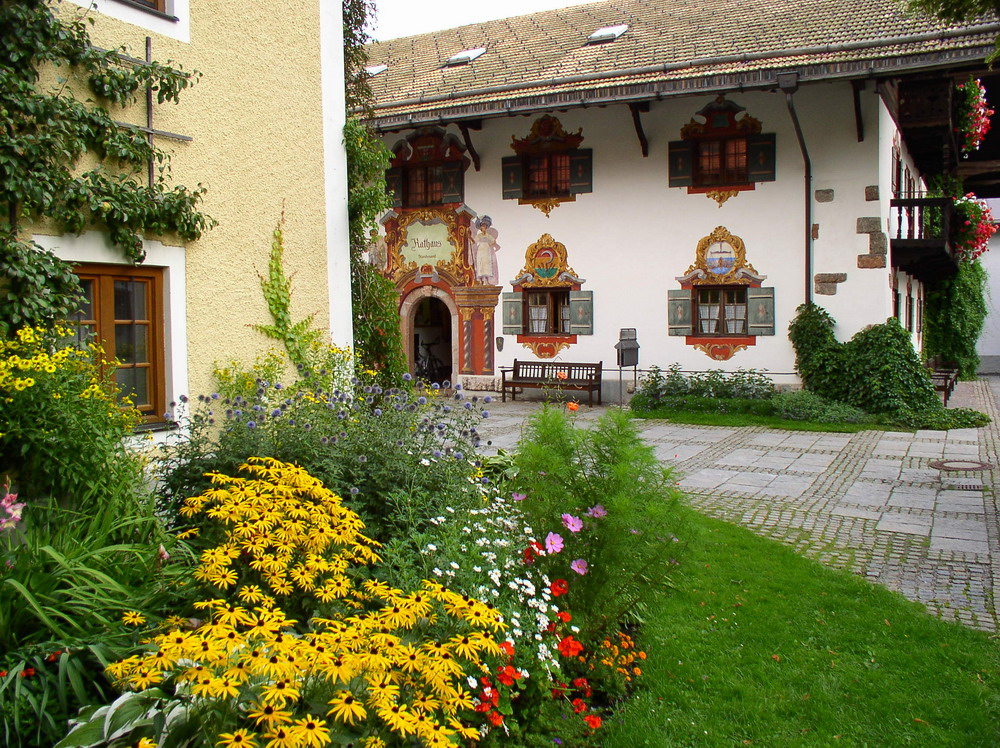
Rathaus Ruhpolding

Im Gemeinderat sind die Sitze seit der Kommunalwahl vom 16. März 2014 mit einer Wahlbeteiligung von 60,7 % wie folgt verteilt:
|      | Partei        | CSU    | SPD    | VRB *  | Gesamt |
| 2014 | Sitze         | 8      | 7      | 5      | 20     |
| 2014 | Stimmenanteil | 39,2 % | 34,9 % | 25,9 % | 100 %  |

Nach der Kommunalwahl vom 15. März 2020 mit einer Wahlbeteiligung von 66,9 % stellt sich im Gemeinderat die Situation jetzt wie folgt dar:
|      | Partei        | CSU    | SPD    | VRB *  | Grüne  | Gesamt |
| 2020 | Sitze         | 10     | 4      | 4      | 2      | 20     |
| 2020 | Stimmenanteil | 45,3 % | 21,4 % | 19,6 % | 13,7 % | 100 %  |

### Bürgermeister
Erster Bürgermeister ist seit 2020 Justus Pfeifer (CSU). Bei der Kommunalwahl am 15. März 2020 wurde dieser als gemeinsamer Kandidat von CSU und VRB mit 66,06 % der gültigen Stimmen gewählt. Er löste Claus Pichler (SPD) ab, der diese Wahl verloren hatte.
Ehemalige Bürgermeister und ihre Amtszeiten

Mathias Huber (* 1854, † 14. März 1921)

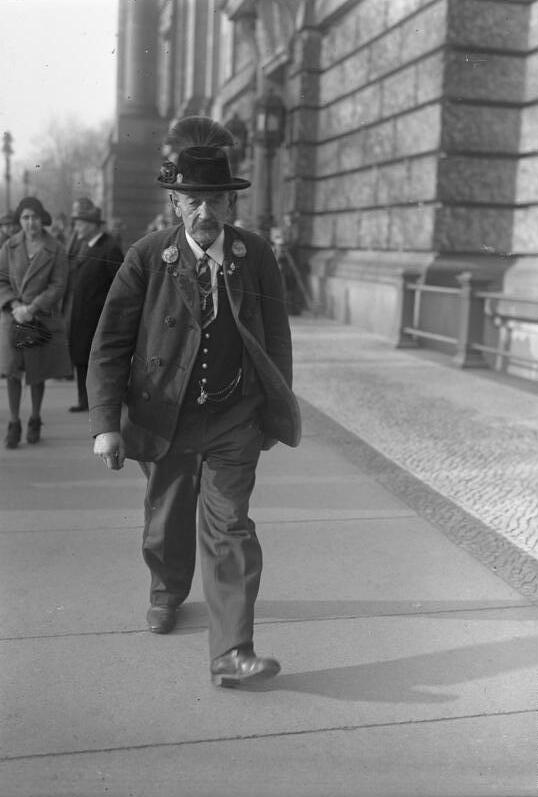
Georg Eisenberger (* 28. März 1863, 1. Mai 1945)

- ?–1893: Anton Pointner (Deutsche Zentrumspartei)
- 1893–1906: Mathias Huber (Waldbauernbund, später BBB)
- 1906–1919: Georg Eisenberger (BBB)
- 1919–1933: Bartholomäus Schmucker
- 1933 bis Kriegsende: Anton Kreidl, Josef Wallner, Karl Huber
- 1945 und 1946: Alois Rappl, Valentin Plenk, Fritz Grübl
- 1946–1966: Josef Mayer (CSU)
- 1966–1970: Leonhard Schmucker (CSU), (dann von 1970 bis 1990 Landrat im Landkreis Traunstein)
- 1970–1972: Anton Stengel (UW)
- 1972–1978: Franz Schneider (SPD)
- 1978–1996: Herbert Ohl (CSU)
- 1996–2002: Gerhard Hallweger (SPD)
- 2002–2008: Andreas Hallweger (CSU)
- 2008–2020: Claus Pichler (SPD)
- seit 2020: Justus Pfeifer (CSU)

### Wappen
| | Blasonierung: „In Rot eine aus grünem Dreiberg wachsende goldene Linde, deren Stamm oben mit einem durchgehenden silbernen Wellenbalken, darunter mit einem silbernen Schild überdeckt ist; darin ein schwebendes rotes Kreuz, belegt mit einem silbernen Griesbeil an goldenem Griff.“ |
| Wappenbegründung: Der grüne Dreiberg versinnbildlicht die drei ehemaligen Gemeinden Ruhpolding, Vachenau und Zell. Die goldene Linde stellt die neue Gemeinde Ruhpolding dar. Der silberne Querfluss weist auf die Traun hin, die das Miesenbachertal durchschneidet. Das silberne Schildchen mit dem goldbegrifften silbernen Griesbeil spielt auf die Steinkreuze vor der St. Valentinskirche an, wo man ehedem eine Dingstätte vermutete. | |

### Partnerschaften
- Seit 1979 besteht eine Gemeindepartnerschaft mit dem badischen Weinanbauort Ihringen am Kaiserstuhl.
- Über die Sportart Biathlon gibt es freundschaftliche Verbindungen zu Rasen-Antholz in Südtirol und Oberhof in Thüringen. Ebensolche Verbindungen gibt es zu Schonach im Schwarzwald über die Sportart Nordische Kombination.

## Wirtschaft und Infrastruktur

### Verkehr

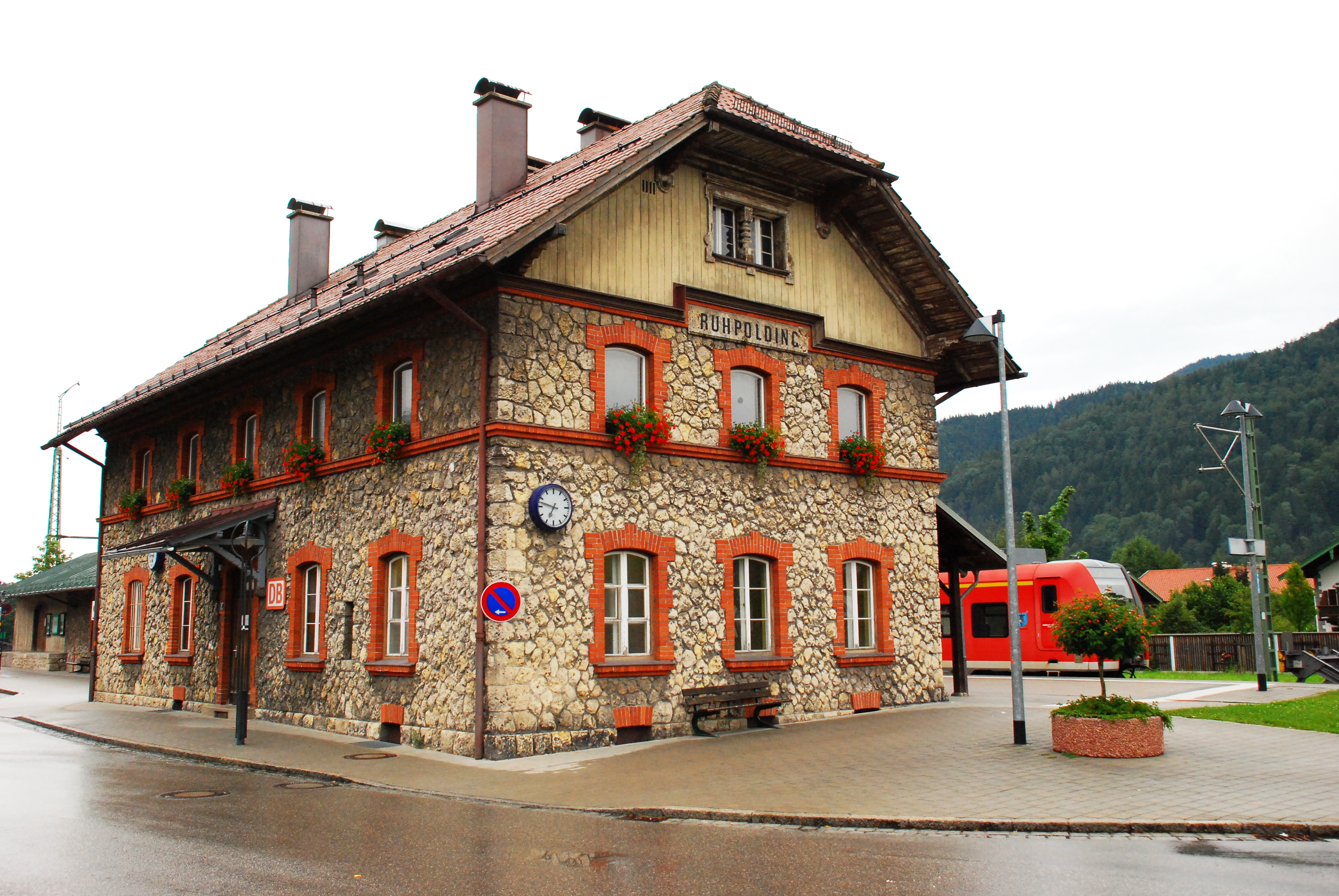
Bahnhof Ruhpolding (vor der Renovierung im Jahr 2016)

Im Süden der Gemeinde verläuft die Deutsche Alpenstraße B 305. Die Bundesautobahn 8 ist etwa sieben Kilometer entfernt. Seit Ende 2008 verläuft durch den Ort ein 366 Meter langer Tunnel („Schlosstunnel“), der den Ortskern deutlich vom Verkehr entlastet.
Ruhpolding ist der Endpunkt der Bahnstrecke Traunstein–Ruhpolding. Vom 18. Mai 1923 bis zum 31. Dezember 1931 verlief weiter noch die Waldbahn nach Reit im Winkl.

### Bildungseinrichtungen
In Ruhpolding gibt es zwei Schulen. An der Volksschule Ruhpolding wird Grund- und Hauptschulunterricht angeboten. Die Förderschule St. Valentin unterrichtet Kinder und Jugendliche in den Klassenstufen 1–12 mit einem Förderschwerpunkt auf geistige Entwicklung.

### Freizeit- und Sportanlagen

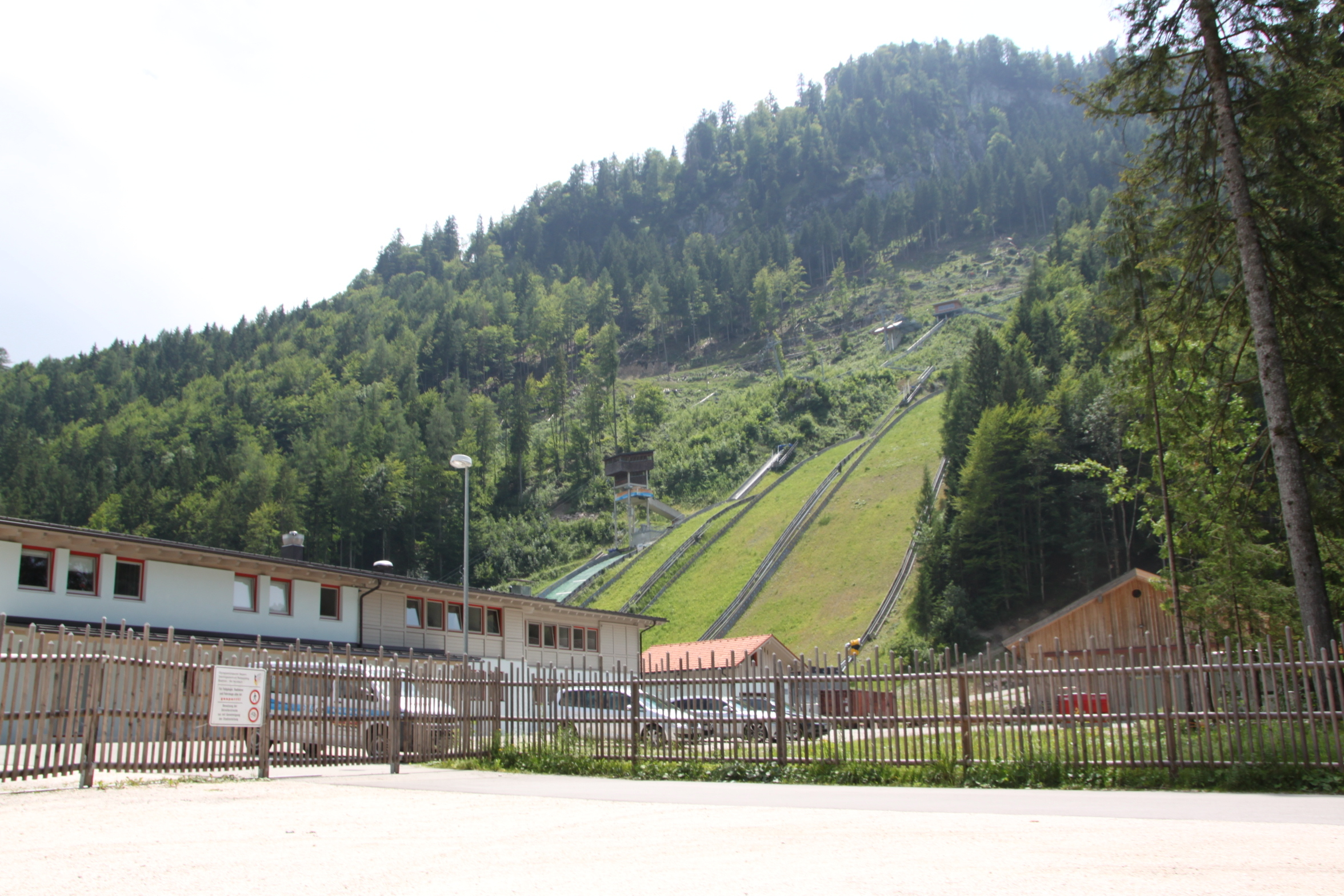
Die Zirmbergschanzen unterhalb des Zirmbergrückens

- Biathlon-Leistungszentrum (BLZ) Chiemgau-Arena mit der Großen Zirmbergschanze (K-Punkt 115 m) und vier weiteren Skisprungschanzen
- Kabinenbahn zum Rauschberg (1671 m) mit der schwierigen Skiabfahrt Rossgasse
- Sesselbahn zum Unternberg (1425 m) mit Skigebiet (3 Lifte), Beschneiungsanlage[18][19]
- Skigebiet Westernberg mit Beschneiungsanlage und Snowtubinganlage[20]
- Gleitschirmfliegen und Gleitschirmflugschulen
- Biathlon-Weltcup Biathlon in Ruhpolding
- Im Winter Langlaufloipen im Drei-Seen-Gebiet sowie in und rund um Ruhpolding. Sowie in der Chiemgau-Arena mit Flutlicht
- Sporthalle mit Leistungszentrum für den Schießsport
- Eissporthalle
- Erlebnis- und Wellnessbad Vita Alpina mit Freibad, Therme und Saunalandschaft. Erstes Wellenbad in den Alpen.
- Golfplatz im Gemeindeteil Zell: 86 Hektar große Par-72-Anlage des Golfclubs Ruhpolding mit 18 Spielbahnen und der mit 570 m längsten Bahn im Chiemgau[21]
- Freizeitpark Ruhpolding: Der Park wurde 1967 eröffnet und bietet heute Bergachterbahn, Rutschen und Abenteuer-Spielgelände im Bergwald bei Brand. In der Nähe des Parks beginnt zudem der Märchenwanderweg.[22]
- Freizeitanlage Minigolf am Kurhaus: Gespielt werden kann Minigolf, Jetgolf, Tischtennis, Boccia, Tischfußball und Billard.
- Bogenschießanlage auf 3D-Figuren im Gemeindeteil Maiergschwendt
- Skigebiet Maiergschwendt: Lifte, Langlaufloipe, Rodelhang
- Tennisplatz mit zehn Tennisplätzen und vier Hallenplätzen
- Bergwalderlebniszentrum: eine waldpädagogische Einrichtung mit Führungen zum Thema Ökosystem Bergwald, Erlebniswanderungen und Umweltbildung für Schulklassen, Kindergärten und andere Gruppen[23]
- Sommerrodelbahn Chiemgau-Coaster am Westernberg

### Kureinrichtungen
- Kreiskrankenhaus Vinzentinum, Teil des kommunalen Klinikverbundes Kliniken Südostbayern
- Freibadeanlage und Kurverwaltungspavillon

## Kultur und Sehenswürdigkeiten

### Museen

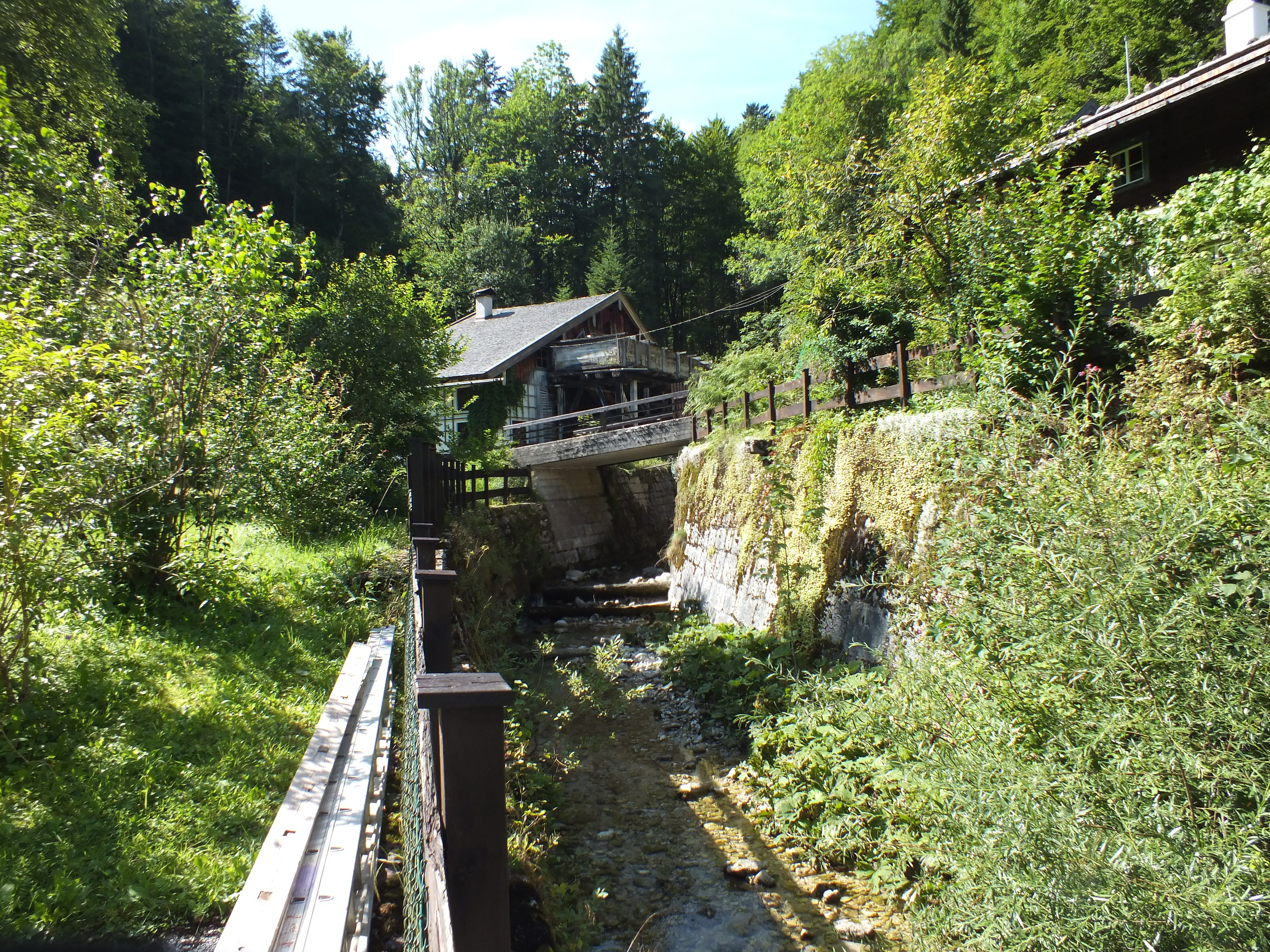
Ruhpoldinger Glockenschmiede mit Wassergraben und Hammerhaus

- Glockenschmiede: Ausstellung in Originalgebäuden der in der Mitte des 17. Jahrhunderts entstandenen Glockenschmiede. Die Schmiede gehört zu den wenigen noch bestehenden Hammerschmieden in Bayern.
- Bartholomäus-Schmucker-Heimatmuseum: Sammlung aus allen Lebensbereichen Ruhpoldings in den Räumen des ehemaligen herzoglichen Jagdschlosses
- Museum für bäuerliche und sakrale Kunst
- Holzknechtmuseum Ruhpolding: 1988 eröffnetes Museum und Freigelände mit historischen Bauten und Werkzeugen der Holzknechte und interaktiven Stationen in der Laubau südlich von Ruhpolding[24]
- Schnauferlstall Ruhpolding: Georg Hollweger gründete 1972 dieses Museum. Ausgestellt sind rund 60 Motorräder ab 1924 sowie ein paar Autos, Fahrräder und Motoren.[25]

### Bauwerke

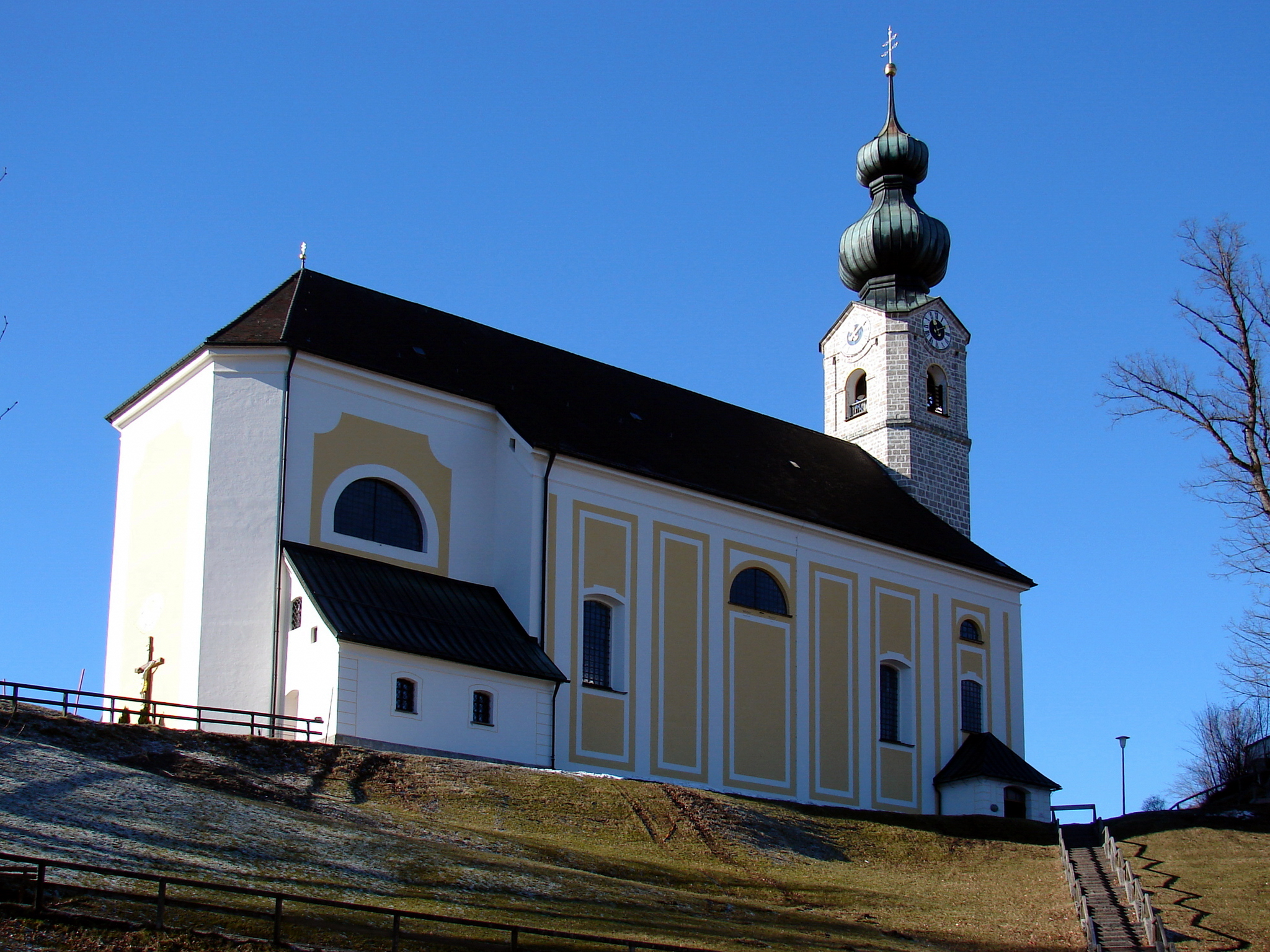
Pfarrkirche St. Georg

- Katholische Pfarrkirche St. Georg, ein das Tal beherrschender Bau von 1738 bis 1757 mit hochromanischer Ruhpoldinger Madonna aus dem 12. Jahrhundert. Geweiht wurde die Kirche im Jahr 1754 durch Bischof Franz Truchsess vom Chiemsee.
- ehemaliges Jagdschloss, 1587 für Herzog Wilhelm V. errichtet, beherbergt heute das Ruhpoldinger Heimatmuseum.
- Wallfahrtskirche Maria Schnee in Urschlau: Die Kirche wurde im Dreißigjährigen Krieg gestiftet und am 22. Juli 1754 vom Chiemsee-Bischof Franz Carl, Graf von Friedberg und Trauchberg, geweiht. Der frühbarocke Altar stammt aus dem Jahr 1667.
- Filialkirche St. Valentin in Zell: Die Erbauung der romanischen Kirche wird auf etwa 1200 datiert. Um 1450 wurde sie um den gotischen Chor mit Netzgewölbe erweitert. Die Kirche ist damit das älteste Bauwerk in Ruhpolding und die älteste Kirche im Tal.
- Cafe Windbeutelgräfin im denkmalgeschützten 1553 ersterwähnten Mühlbauernhof – Idealtypus des Einfirsthofes im Chiemgau
- Evangelische Johanneskirche: Erbaut 1952. Altar und Kreuzigungsgruppe sind Arbeiten des Ruhpoldinger akad. Bildhauers Andreas Schwarzkopf. Altar und Taufstein bestehen aus Ruhpoldinger Marmor, die Kreuzigungsgruppe aus Lindenholz. Das Kreuz ist aus dreihundert Jahre alten Dreschtennen-Balken des Neustadler-Hofes in Ruhpolding gefertigt.[26]
- Bürgerhäuser mit Lüftlmalerei
- Rauschbergbahn – damals (1953) ein extrem aufwendiger Bau, der nur mit Pferdegespannen und Seilwinden durchgeführt wurde

### Musikkapellen
- D’Miesenbacher Ruhpolding
- D’Rauschberger Zell

### Tourismus
Im Jahr 1933 wurde Ruhpolding durch Carl Degener (1900–1960), der ein Reisebüro in Berlin betrieb, für den Fremdenverkehr größeren Stils entdeckt. Die von ihm initiierten Pauschalreisen (damals in Sonderzügen) führten nach dem Zweiten Weltkrieg in Ruhpolding zu einem regelrechten Tourismusboom. Der Ort war in den 50er und 60er Jahren für den „kleinen Mann zu erschwinglichen Preisen“ eines der Top-Reiseziele. Daher wurde die Nebenstrecke von Traunstein her schon Ende 1955 elektrifiziert. Mitte der 1950er Jahre lagen die Übernachtungszahlen bei 600.000. Ein Maximum von 1.122.732 Übernachtungen wurde 1991 erreicht. Nach einem Rückgang der Besucherzahlen in den 2000er Jahren ist der Ort seit den 2010er Jahren aufgrund von Investitionen und einer neuen Werbestrategie wieder im Aufschwung. Im Frühjahr 2019 wurde im Ortsteil Zell ein umstrittenes Hotelprojekt mit 244 Zimmern fertiggestellt.

### Biathlon
Ruhpolding ist ein bekannter Austragungsort für Biathlon-Wettkämpfe. 1979 wurde die Biathlon-Weltmeisterschaft erstmals in Ruhpolding ausgetragen. In den Jahren 1985, 1996 und 2012 fanden weitere Biathlon-Weltmeisterschaften in Ruhpolding statt.
Dazu finden in der Chiemgau-Arena, dem zweitgrößten Biathlon-Stadion Deutschlands, seit 1980 jährlich im Januar Wettkämpfe im Rahmen des IBU-Biathlon-Weltcups statt, die bis zu 66.000 Zuschauer anziehen.

### Mountainbiken
Bikestrecken reichen von 600 bis 1800 hm. Routen führen zum Beispiel auf 54 Kilometern um den Chiemsee herum, weitere Rad- bzw. Mountainbikerouten sind die sogenannte „Bike & Hike“-Tour auf den Zinnkopf oder die Chiemgauer MTB-Marathonstrecke rund um Inzell, Ruhpolding, Reit im Winkl, Bergen, Schneizlreuth und Siegsdorf.
Ruhpolding ist zudem Startort der seit 1998 jährlich stattfindenden Craft BIKE Transalp, eines Mountainbike-Etappenrennens über die Alpen.

### Wandern
Um Ruhpolding gibt es ca. 250 Kilometer Wanderwege, beispielsweise den elf Kilometer langen Rundweg um die drei Seen Lödensee, Mittersee und Weitsee, ein Naturschutzgebiet, welches wegen seines Seenreichtums und der massiven Felswände ringsum auch „Klein-Kanada“ genannt wird. Die drei Seen zählen zu den wärmsten Seen Bayerns. Weitere Wanderrouten führen zu den Almen wie der Röthelmoosalm oder auf Gipfel wie das Sonntagshorn (1961 m) oder die Hörndlwand (1684 m). Auf den Rauschberg (1670 m) und den Unternberg (1425 m) führen zudem Bergbahnen. Die Wanderwege sind entsprechend ihrer Schwierigkeitsstufen gekennzeichnet:
- Gelb: „Leichte Talwege“, breit, gut ausgebaut, auch verkehrsarme Nebenstraßen oder Feldwege und Forstwege mit geringer Steigung, Wege weisen einen festen Belag auf, teilweise sind sie asphaltiert.
- Blau: „Leichte Wanderwege“, gut ausgebaute Berg- und Almwege oder Forststraßen, teilweise mit kurzen steileren Passagen oder längeren mäßigen Steigungen
- Rot: „Anspruchsvolle Wanderwege“, meist schmale Bergpfade mit teilweise längeren steilen Passagen, gut ausgebaute Forststraßen oder Almwege, die aufgrund ihrer Länge oder des Höhenunterschiedes erhöhte Anforderungen an die Kondition stellen. Absturzgefährdete Teilstücke sind möglich, weshalb Trittsicherheit und Schwindelfreiheit erforderlich sind.
- Schwarz: „Alpine Pfade“: schmale, steile Bergpfade mit langen steilen Passagen. Häufiger absturzgefährdete Teilstücke, teilweise über längere Wegstrecken. Alpine Erfahrung, Trittsicherheit und Schwindelfreiheit erforderlich. Passagen mit Stahlseil oder einfache Kletterstellen sind möglich.[29]

### Wintersport
In Ruhpolding wurde die erste Langlaufloipe der bayerischen Alpen eröffnet. Heute zählt Ruhpolding mit seinem Loipennetz von 140 Kilometern Länge zu den beliebtesten Langlaufregionen weltweit. Unter den Ruhpoldinger Loipen sind auch verschiedene Übungs- und Flutlichtwiesen.
Ruhpolding besitzt drei Skigebiete, am Unternberg, am Westernberg und in Maiergschwendt. Am Unternberg gibt es zudem einen Skitourenlehrpfad und eine ausgewiesene Skitourenroute. Darüber hinaus gibt es einige Schneeschuh- bzw. Winterwanderwege mit einer Gesamtlänge von 50 Kilometern in und um Ruhpolding.

## Persönlichkeiten

### Ehrenbürger
Ruhpolding zählt zwölf Ehrenbürger (Stand 2012).

### Söhne und Töchter der Gemeinde
- Josef Rauchenbichler (1790–1858), Geistlicher und Schriftsteller
- Georg Eisenberger (1863–1945), geboren in Hutzenau, Reichstagsabgeordneter
- Leonhard Schmucker (1919–2019), Kommunalpolitiker (CSU) und Landrat
- Theo Merkel (1934–2002), Skilangläufer, Kombinierer, Sportschütze und ein Pionier des deutschen Biathlonsports
- Ludwig Schätzl (* 1938), Professor für Wirtschaftsgeographie und Präsident der Gottfried Wilhelm Leibniz Universität Hannover
- Herbert Steinbeißer (* 1938), Skilangläufer der Olympischen Winterspiele 1964 und 1968
- Bernhard Haßlberger (* 1946), Bischofsvikar für die Seelsorgsregion Nord des Erzbistums München und Freising
- Sepp Ferstl (* 1954), Skirennläufer; Vizeweltmeister 1978
- Herbert Fritzenwenger (* 1962), Biathlet und Skilangläufer
- Ernst Reiter (* 1962), Biathlet
- Andreas Wellinger (* 1995), Skispringer

### Personen mit Verbindung zu Ruhpolding
- Hanns Johst (1890–1978), Schriftsteller, Dramatiker und Nationalsozialist (Kultur-Funktionär), seit 1935 Präsident der Reichsschrifttumskammer (RSK), starb hier.
- Fritz Fischer (* 1956), deutscher Biathlet, der seit mindestens 2008 den Biathlonnachwuchs im Chiemgau am Stützpunkt Ruhpolding trainiert.
- Christoph Probst (1919–1943), Mitglied der Weißen Rose, lebte mit seiner Stiefmutter Elise Probst einige Zeit in Ruhpolding
- Theo Merkel (1934–2002), bekannter Trainer und Biathlet, der unter anderem Andreas Birnbacher betreute.